# Остерхёйс, Хуб
Хуб Остерхёйс (нидерл. Hubertus Gerardus Josephus Henricus "Huub" Oosterhuis, 1 ноября 1933, Амстердам — 9 апреля 2023, Амстердам) — нидерландский богослов и поэт. Он в основном известен своим вкладом в христианскую музыку и литургию на нидерландском языке, используемую как в протестантских, так и в римско-католических церквях, хотя ряд песен подверглись цензуре в некоторых епархиях. Он является автором более 60 книг и более 700 гимнов, песен, псалмов (часто в собственной интерпретации) и молитв.

## Жизнь и карьера
Родился 1 ноября 1933 года в отеле Onze Lieve Vrouwe Gasthuis в Амстердаме и был вторым сыном Антона Остерхёйса и Эжени Рандаг. Он был иезуитом и римско-католическим священником до лишения сана в 1969 году.
В 1954 году, вдохновлённый Че Геварой, который сказал, что церкви обладают потенциалом для преобразования социальной структуры общества, Остерхёйс совмещал своё священство с политической деятельностью.
В 1965 году Остерхёйс стал одним из основных сторонников экуменизма, следуя модернистской интерпретации Второго Ватиканского собора. Он начал переписывать литургию с целью сделать её приемлемой для всех. Некоторые из его изменений были сочтены спорными в Римско-католической церкви, особенно написание молитвы для агностиков: «Heer, als U bestaat, kom dan onder ons» («Господи, если Ты существуешь, приди к нам»).
Его политические взгляды, конфликты по поводу литургии и неортодоксальные взгляды на безбрачие священников привели к тому, что Остерхёйс был изгнан из ордена иезуитов и лишён сана епископом Харлема Теодором Цварткруисом в 1969 году. Он покинул католическую церковь и около сорока лет служил независимым католическим священником, руководившим церковью в Амстердаме. Он по-прежнему был сосредоточен на написании литургии, стихов и эссе.
В 1960-х и 1970-х годах его литургические тексты были положены на музыку его товарищем, бывшим иезуитом Бернардом Хёйберсом (1922–2003). Когда это сотрудничество между Остерхёйсом и Хёйберсом закончилось, Хёйберс всё больше и больше занимался «духовностью-без-Бога» или «-без-Тебя», в то время как Остерхёйс продолжал свои библейские молитвы, гимны и псалмы. После того, как их группа распалась и Хёйберс переехал на юг Франции, основными композиторами Остерхёйса были двое учеников Хёйберса, Антуан Омен (1945 г.р.) и Том Лёвенталь (1954 г.р.).

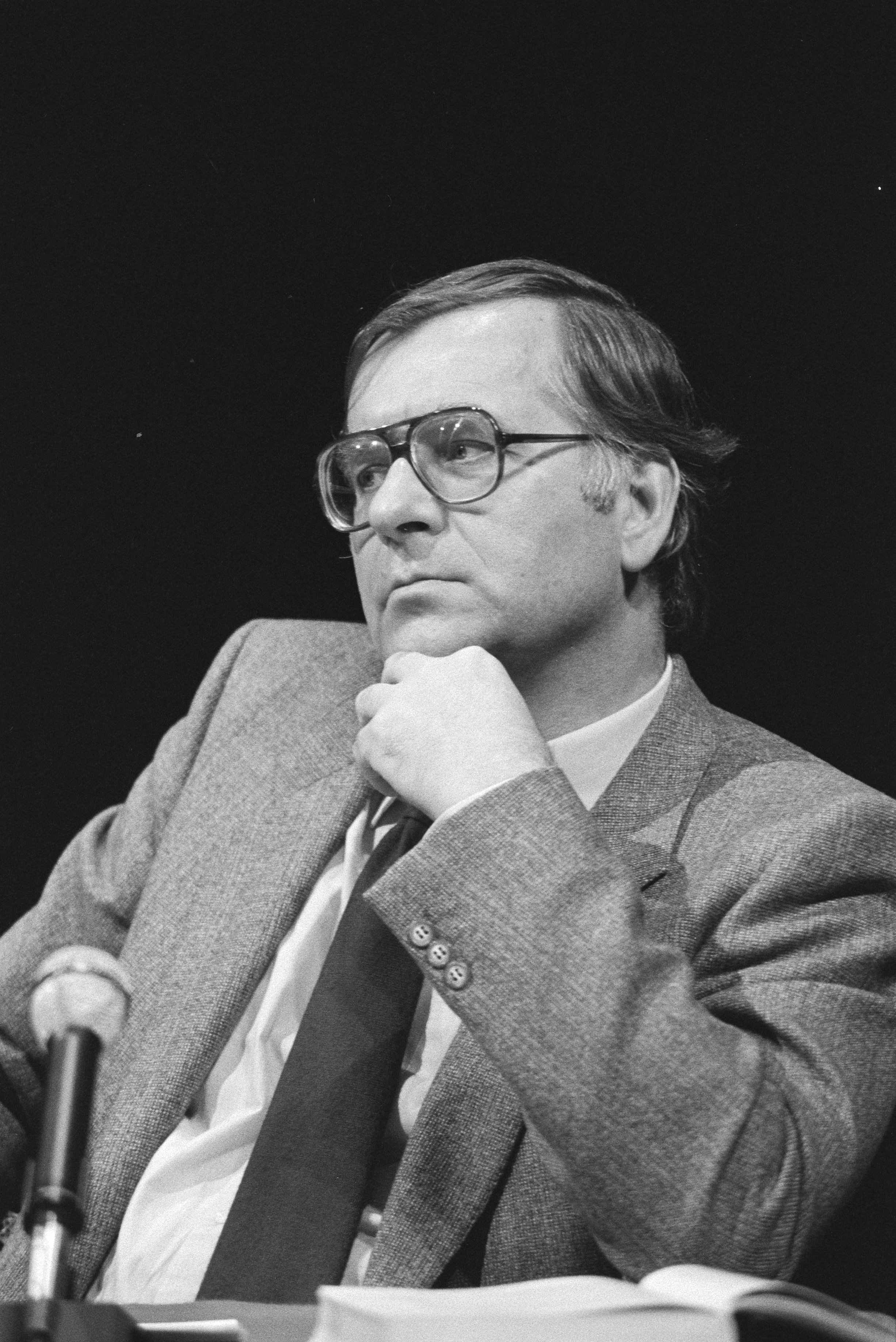
Хуб Остерхёйс в 1982 году

Остерхёйс основал дискуссионный центр «De Rode Hoed» («Красная шляпа») в Амстердаме в 1989 году. Здание представляло собой более-менее заброшенную бывшую церковь-убежище протестантов, спрятанную, потому что протестантство было объявлено вне закона в XVII веке. Остерхёйс хотел использовать его для своей студенческой организации (1990) и создать дискуссионный центр. Красивый интерьер сооружения сделал его также очень подходящим для телешоу. Через некоторое время Остерхёйс был заменён управляющим директором для более коммерческой эксплуатации этого выдающегося здания в зоне каналов Амстердама.
Умер 9 апреля 2023 года в возрасте 89 лет.

## Политическая и общественная жизнь
В 2002 году королева Нидерландов Беатрикс попросила Хуба произнести панегирик на похоронах её принца-консорта Клауса фон Амсберга, давнего личного друга, в Новой церкви в Делфте. На той же неделе протестантский университет VU в Амстердаме присвоил Остерхёйсу звание почётного доктора богословия.
В «De Rode Hoed» Андре ван дер Лоу объявил о своей Социал-демократической программе обновления, стимулирующей реформу Партии труда. В конечном итоге Остерхёйс выбрал менее известную Социалистическую партию, поскольку считал её более близкой к социалистическим идеалам. Он сказал, что «Социалистическая партия ближе к социальной этике Библии, чем многие христианские партии».
На выборах 2006 года Остерхёйс баллотировался как окончательный кандидат от Социалистической партии.
Остерхёйс сделал перевод Торы вместе с Алексом ван Хойсденом, который был выпущен в пяти отдельных книгах, как попытка перевести первые пять книг Библии как можно ближе к современному голландскому языку, не теряя стиля оригинального древнееврейского текста.

## Личная жизнь

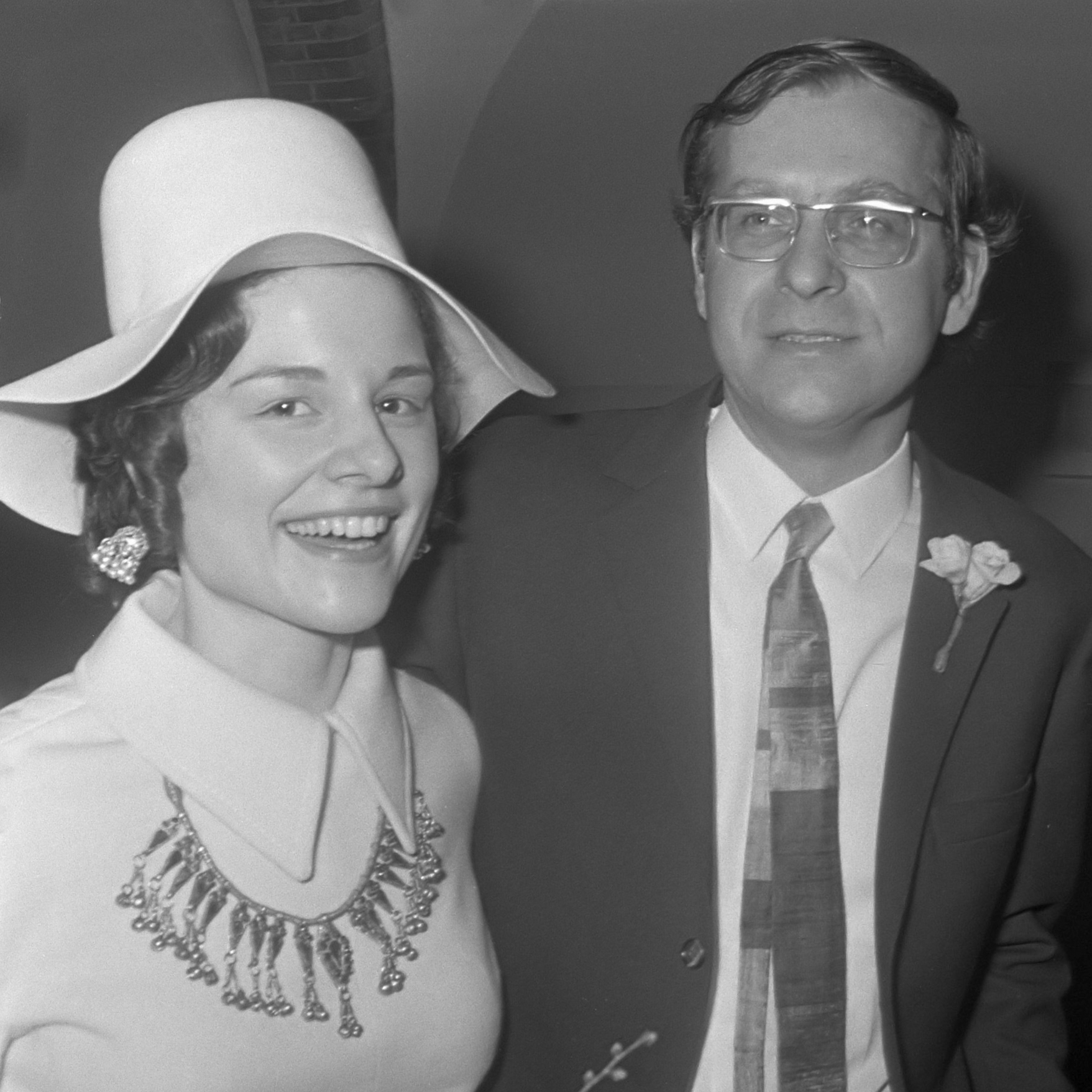
Хуб Остерхёйс и Жозефьен Мелиеф (1970)

В 1970 году он женился на скрипачке Жозефьен Мелиеф. У них было двое детей, Трейнтье Остерхёйс и Тьерд Остерхёйс, музыканты. Брак закончился разводом, после чего Остерхёйс и Мелиеф стали жить отдельно рядом с детьми. Остерхёйс повторно женился на журналистке Колет ван дер Вен.

## Переводы
Лишь немногие книги, стихи и гимны Хуба Остерхёйса были переведены на английский язык: например, Пятьдесят псалмов, Близко слово Твоё, Временами я вижу, Дети бедняка, Пробуди свою силу (CD).
Некоторые его песни были переведены на немецкий язык. Лотар Зенетти перевёл его «Ik sta voor U in leegte en gemis» как «Ich steh vor dir mit leeren Händen, Herr» («Я стою перед Тобой с пустыми руками»), который был включён в немецкие протестантские и католические гимны. "Herr, wir Bringen in Brot und Wein" — это перевод гимна приношения Дитера Траутвейна с мелодией Петера Янссенса, который включён в Gotteslob. Его песня «Heer, onze Heer», написанная в 1965 году на традиционную голландскую мелодию, была переведена на немецкий язык как «Herr, unser Herr, wie bist du zugegen» и включена в несколько сборников гимнов и песенников.